# Ermida de Santo André (Ribeira Grande)
A Ermida de Santo André localiza-se no concelho da Ribeira Grande, na ilha de São Miguel, nos Açores.

## História
A sua construção é anterior ao padre Gaspar Frutuoso, que a refere nas suas saudades da Terra, em fins do século XVI.
O bispo da Diocese de Angra, D. Pedro de Castilho, por carta da visitação pastoral de 13 de fevereiro de 1582 determinou aos oficiais da Câmara Municipal da Ribeira Grande que "(...) quanto à ermida de Santo André, se a não quiserem ornamentar, como temos mandado, a arrasarão por terra e no seu lugar colocarão uma cruz por memória."
A ermida esteve abandonada durante muitos anos, arruinando-se. Foi reconstruída em 1648 por iniciativa de Lourenço de Medeiros Chichorro, o "Abóbora", que em razão de sua alcunha, mandou gravar à porta do templo a inscrição epigráfica: "´´É de pedra e não de abóbora".
Em 1980, por iniciativa da Câmara Municipal, procedeu-se à sua total remodelação, assim como da praça onde se inscreve, local das primeiras casas ribeiragrandenses.

## Características
De pequenas dimensões e linhas sóbrias, em estilo arquitetónico peculiar, abrigava até aos finais do século XX um triptíco flamengo que hoje se encontra na Igreja Matriz da Ribeira Grande.